# Gai Calpurni Pisó (conspirador)
Gai Calpurni Pisó (en llatí Caius Calpurnius Piso) va ser un magistrat romà, acusat de ser el cap de la conspiració contra Neró de l'any 65.

## Entorn i personalitat
Pisó gaudia d'una bona posició social i econòmica. A través del seu pare va estar connectat amb moltes famílies distingides i de la seva mare va heretar una gran fortuna. Procedia de la gens Calpúrnia, una família d'orígens humils que havia ascendit socialment i estava molt ben considerada entre els romans, tant patricis com plebeus, ja que va distribuir part de la seva fortuna entre persones de diferents classes socials.
D'entre molts interessos, a Pisó li agradava la poesia i n'escrivia, també li agradava la tragèdia, era un bon jugador de dames i gaudia de la vida tranquil·la allunyat de la ciutat a la seva vil·la a Baiae. Era fill del cònsol, Luci Calpurni Pisó i la seva mare, Licínia, era filla del cònsol Marc Licini Cras Dives III i germana del senador Marc Licini Cras Frugi.
Pisó era alt i ben plantat, de caràcter afable i un excel·lent orador. Malgrat això la seva integritat es va posar en dubte. Segons el descriu Tàcit, Pisó feia servir l'eloqüència per defensar als tribunals els seus amics i era generós però mancava de serietat, presumia del que tenia i li agradava massa complaure's de vegades deixant-se portar per la sensualitat.Apareix mencionat l'any 37 quan Calígula va ser invitat al seu banquet nupcial amb Lívia Orestil·la, però l'emperador va decidir apropiar-se de la núvia amb la qui poc després es va casar i ella va acceptar per por. Dos mesos després o dos anys, segons les versions, Calígula va acusar Pisó d'adulteri amb la seva esposa, una excusa per desterrar-lo i tenir-lo allunyat i per divorciar-se d'ella. Pisó només va tornar a Roma l'any després de l'assassinat de Calígula.

## La conspiració

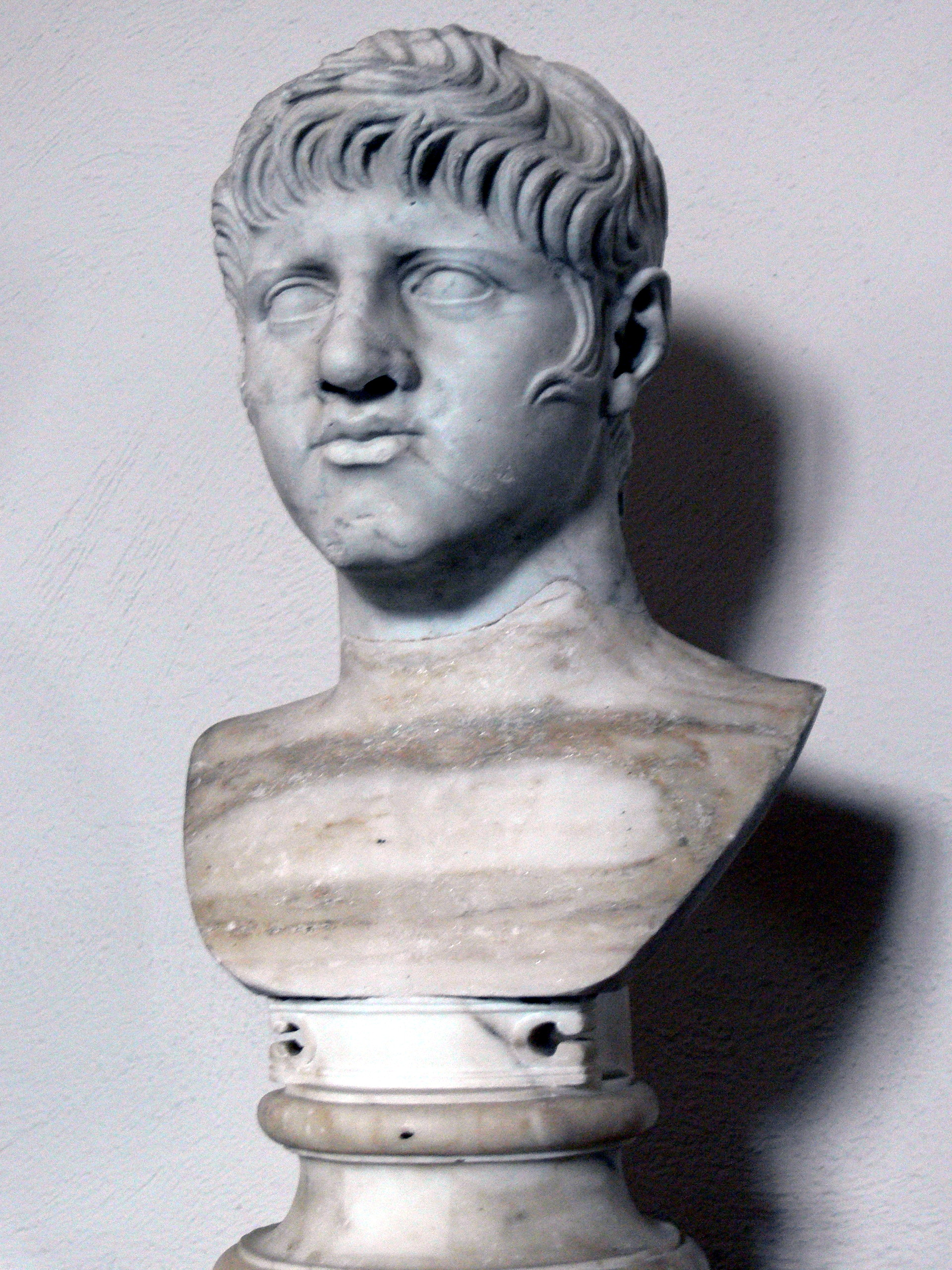
La relació de Pisó amb Cal·lígula primer i després amb Neró (imatge) va arruïnar la seva vida.

Claudi el va fer tornar de l'exili l'any 41 i el va nomenar cònsol. Amb el seu successor Neró, va esdevenir un senador de prestigi. La relació amb aquest emperador va ser en un principi d'amistat, ja que tenien interessos comuns en les belles arts i la literatura.
Quan la bogeria de Neró va impulsar una conspiració, es va dir que Pisó va ser posat al capdavant i destinat a ser nomenat successor, doncs per la seva popularitat va aportar molts nous conspiradors entre els equites. En realitat l'origen de la conspiració no és clar, ja que hi havia moltes persones implicades, entre ells Sèneca l'assessor de Neró. Fins i tot el cronista Tàcit va escriure que no se sabia exactament qui era el veritable autor de la trama contra l'emperador.Sembla que Pisó ni tan sols era a Roma la nit de l'assassinat sinó que es trobava a la seva residència de Baiae. Però això tampoc l'exculpa totalment perquè podria haver-se'n anat sabent el que passaria, però fingint no estar involucrat per mantenir així intacta la seva reputació.
El complot va ser destapat el 19 d'abril de l'any 65 per Milic, un llibert del conspirador Flavi Esceví. Aquest home va dir que volien atemptar contra Neró durant les celebracions de la Cereàlia, on estava previst que l'emperador recitaria uns versos. També va dir que Pisó tenia pensat casar-se amb la filla de Neró, cosa poc creïble, doncs Pisó ja estava feliçment casat.

## Mort i descendència
Pisó, assabentat del que havia passat, es va suïcidar abans que l'arrestessin. Un poema de 261 línies, escrit com a panegíric a un Calpurni Pisó, se suposa que anava destinat a aquest personatge. Va ser escrit per Selei Bas.
Va deixar un fill, probablement adoptiu, de nom Calpurni Galerià, que va ser executat l'any 70 per ordre de Licini Mucià, el prefecte de Vespasià, per temor que complotés com el seu pare.